# Năvodari
Năvodari – miasto we wschodniej Rumunii, w okręgu Konstanca, nad jeziorem Tașaul, na wybrzeżu Morza Czarnego. Liczy około 37 tys. mieszkańców.

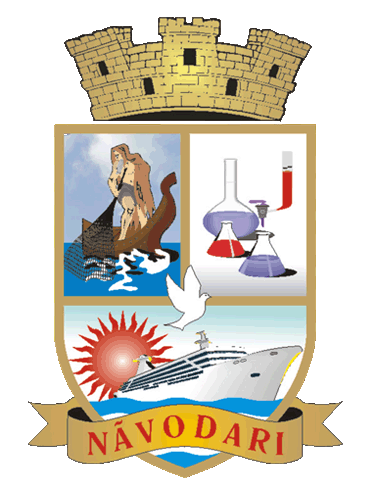
Herb miasta Năvodari

W mieście rozwinął się przemysł chemiczny, rafineryjny oraz rybny.